# بريلة
البريلة أو البيرلا جنس من النباتات مكون بشكل أساسي من نوع نباتات أسيوية ذات محصول وهي Perilla frutescens وبعض الأنواع البرية التي تتبع العائلة الشفوية شفوية
لزيت البريلة استخدامات طبية وغذائية.